# Chasmichthys
Chasmichthys és un gènere de peixos de la família dels gòbids i de l'ordre dels perciformes.

## Taxonomia
- Chasmichthys dolichognathus (Hilgendorf, 1879)
- Chasmichthys gulosus (Sauvage, 1882)[2][3][4][5][6]